# Rényi György
Rényi György, 1849-ig Schreiner (Esztergom, 1829. június 25. – Budapest, 1891. május 5.) honvéd százados, komáromi kapituláns.

## Származása
Vagyontalan, római katolikus vallású, magyar anyanyelvű, polgári családban született. Apja Schreiner József kincstári tiszttartó, anyja Poyz Rozina.

## Szerepe az 1848–49-es szabadságharcban
A forradalom kitörésekor joghallgató volt a pesti egyetemen. 1848 júliusában önkéntesként belépett a honvéd hadseregbe. A Győrben megalakuló 5. honvédzászlóaljban volt őrmester, majd augusztus 16-án hadnaggyá léptették elő és a Komárom–Győr vármegyei lovas nemzetőrség parancsnokának, Moszlovácz Károly nemzetőr őrnagynak a segédtisztje lett. Október 20-án rangjának megtartása mellett áthelyezték a Komáromban sorozás útján megalakuló 37. honvédzászlóaljhoz. December 3-án főhadnaggyá, 1849. július 21-én századossá léptették elő. Alakulatával mindvégig a komáromi erődben szolgált. Mint komáromi kapituláns mentesült a felelősségre vonás alól.

## Emigrációban
1850-ben Pozsonyban nevelősködött, majd Párizsba ment és csatlakozott az itt élő magyar emigránsokhoz. A magyar ügy érdekében, mint emigráns különféle lapokba írt cikkeket. 1860-ban századosi rangban az olaszországi magyar légió tisztje lett. Közben diplomáciai küldetést is teljesített, Cavour megbízottjaként Cuza román fejedelemnél járt egy újabb magyar felkelés céljára szánt fegyverszállítmány ügyében. A légió feloszlatása után őrnagyként szolgált az olasz királyi hadseregben. 1866 júliusában részt vett a poroszországi magyar légió szervezésében. Itt őrnagyi rangot kapott és a dandárként kezelt alakulatban az akkor  szerveződő 2. gyalogsági zászlóalj parancsnokságával bízták meg.

## A Magyar Királyi Honvédségben
A kiegyezés után hazatért. Tagja volt a fővárosi honvédegyletnek. 1869-ben a Magyar Királyi Honvédség századosa lett. 1874-ben őrnaggyá, 1879-ben alezredessé, 1883-ban ezredessé léptették elő. Ez utóbbi rangjával vonult nyugalomba 1886-ban. 1889-ben Kossuth Lajos megbízta az olaszországi magyar légió történetének megírásával, a mű azonban Rényi halála miatt befejezetlen maradt.